# Acontista championi
Acontista championi är en bönsyrseart som beskrevs av Kirby 1904. Acontista championi ingår i släktet Acontista och familjen Acanthopidae. Inga underarter finns listade i Catalogue of Life.